# آرگیش
آرگیش (انگلیسی: Argysh) یک شهرک در شهرستان دیورتیورلینسکی در استان باشقیرستان کشور روسیه است.